# 5五將棋
5五將棋（Minishogi）是1970年楠本茂信發明的近代日本將棋變體，與則憲將棋一樣將棋子、棋盤精簡化。國際象棋變體類似例子有洛斯阿拉莫斯象棋。
5五將棋是較受歡迎，有定期比賽的日本將棋變體。

## 規則

### 基本規則
- 5×5格的將棋盤，最接近自己的第一行橫列為自陣，反之，最接近對手的一行橫列為敵陣。
- 只有用到玉將、金將、銀將、角行、飛車、步兵各一枚，無香車、桂馬。
- 其餘規則同於本將棋。

### 棋子配置
| 飛車 | 角行 | 銀將 | 金將 | 王將 |
| ■    | ■    | ■    | ■    | 步兵 |
| ■    | ■    | ■    | ■    | ■    |
| 步兵 | ■    | ■    | ■    | ■    |
| 玉將 | 金將 | 銀將 | 角行 | 飛車 |

## 外部連結
- 日本5五將棋聯盟
- 5五將棋的比賽